# Marcin Mikołaj Radziwiłł
Marcin Mikołaj Karol Radziwiłł herbu Trąby (ur. 11 listopada 1705 w Ciemkowiczach, zm. 11 stycznia 1782 w Słucku) – marszałek Trybunału Głównego Wielkiego Księstwa Litewskiego (1737), krajczy wielki litewski, generał lejtnant armii Wielkiego Księstwa Litewskiego. Kawaler Orderu św. Aleksandra Newskiego (1757).

## Życiorys
Syn Jana Mikołaja Radziwiłła i Doroty Henryki z Przebendowskich, późniejszej żony Franciszka Bielińskiego. Dobrze wykształcony, w młodości erudyta zajmujący się medycyną, fizyką i alchemią. Krajczy litewski z nadania Augusta III. Po ojcu odziedziczył liczne dobra, m.in. Ostrów, Przygodzice. Ojciec Józefa Mikołaja i Michała Hieronima Radziwiłłów.
W wieku młodzieńczym zaczął zdradzać objawy choroby umysłowej. Prawdopodobnie odziedziczył ją po ojcu Janie Mikołaju. Z czasem schorzenie zaczęło prowadzić do obłędu. Swoją drugą żonę uwięził wraz z synkami na kilka lat w pomieszczeniu pozbawionym mebli. Założył harem złożony z porwanych bądź kupionych dziewcząt oraz więził porwane dziewczynki. Napadał i podpalał okoliczne dwory, dokonywał rozbojów na drogach, porywał i więził ludzi, preparował zwłoki. W swoim laboratorium poszukiwał kamienia filozoficznego. Oddawał się też studiom talmudycznym, nauczył się języka hebrajskiego, otaczał się wyłącznie Żydami i przestrzegał z nimi praktyk religijnych.
W 1748 roku został pojmany w Czarnawczycach przez Hieronima Floriana Radziwiłła i ubezwłasnowolniony. Trzymany był przez rodzinę Radziwiłłów w areszcie, najpierw w Białej Podlaskiej, potem w Słucku. Kuratelę nad nim sprawowali kolejno: Hieronim Florian Radziwiłł, jego brat Michał Kazimierz Radziwiłł, syn Michał Hieronim Radziwiłł. 
W załączniku do depeszy z 2 października 1767 roku do prezydenta Kolegium Spraw Zagranicznych Imperium Rosyjskiego Nikity Panina, poseł rosyjski Nikołaj Repnin określił go jako posła wątpliwego dla realizacji rosyjskich planów na sejmie 1767 roku, poseł województwa kijowskiego na sejm 1767 roku.
Żonaty dwukrotnie, z Aleksandrą z Bełchackich (dwoje dzieci) oraz od 1737 z Martą Trębicką (czworo dzieci), którą poślubił, gdy była dwunastoletnim dzieckiem.
Zmarł w Słucku, pochowany został w Nieświeżu.